# Палац Ардашира
Палац Ардашира (перс. قلعه اردشير بابکان) або Атеш-Кадех (перс. آتشکده) — одна з резиденцій першого сасанідського царя Ардашира, збудована ним біля фортеці Галех-Дохтар приблизно в 224. Руїни — на околицях сучасного Фірузабада, остан Фарс.
Поряд з Сервестанським палацом становить великий інтерес як один з небагатьох пам'яток сасанідської архітектури, що збереглися. Руїни займають ділянку розміром 105 на 55 метрів. У давнину перед палацом було штучне водоймище.
У 1997 влада Ірану запропонувала ЮНЕСКО включити Атеш-Кадех разом із Галех-Дохтаром до об'єктів Всесвітньої спадщини людства.